# Constitution du Land de Hesse
Lire en ligne

(de) Texte officiel et à jour, sur le site juridique du Land de Hesse

La Constitution du Land de Hesse du 1er décembre 1946 (Verfassung für das Land Hessen vom 1. Dezember 1946) est la constitution adoptée en 1946 pour la Hesse. 

## Structure
- Préambule
- Première partie : Des fondements du Land
- Deuxième partie : Des droits fondamentaux et de l’organisation de la vie en société
  - Première section : Des droits fondamentaux
  - Deuxième section : La famille
  - Troisième section : L’école, l’art et la science, le sport, la religion et les communautés religieuses
  - Quatrième section : Le travail, l’économie et l’environnement
- Troisième partie : Des organes et des missions du Land
  - Première section : Le Landtag
  - Deuxième section : Le Gouvernement provincial
  - Troisième section : La législation
  - Quatrième section : La juridiction
  - Cinquième section : La Cour constitutionnelle
  - Sixième section : L’administration
  - Septième section : Les questions financières
- Dispositions transitoires et finales

## Organes
- Landtag de Hesse
- Gouvernement provincial de Hesse
- Cour constitutionnelle de Hesse